# (1611) Beyer
(1611) Beyer ist ein Asteroid des Hauptgürtels, der am 17. Februar 1950 von dem deutschen Astronomen Karl Wilhelm Reinmuth an der Landessternwarte Heidelberg-Königstuhl der Universität Heidelberg entdeckt wurde.
Der Asteroid ist nach dem deutschen Astronomen Max Beyer benannt.